# 梅棹忠夫
梅棹 忠夫（うめさお ただお、1920年6月13日 - 2010年7月3日）は、日本の生態学者、民族学者、情報学者、未来学者。国立民族学博物館名誉教授、総合研究大学院大学名誉教授、京都大学名誉教授、理学博士（京都大学、1961年）。従三位勲一等瑞宝章。日本中東学会初代会長を務めた。
1963年に発表した「情報産業論」はセンセーションを巻き起こした。今では当たり前の言葉になった「情報産業」という言葉を初めて用いた。
1964年には自身を中心とした若手研究会による私的研究会「万国博覧会を考える会」を発足。小松左京が万博に参加するきっかけを作った。
「京大式カード」の生みの親でもある。
アフガニスタン、東南アジアなどを実地踏査し、世界を西欧と日本の第一地域と、それ以外の第二地域とから成るとした『文明の生態史観序説』(1957年)を発表した。他の著書に『知的生産の技術』(1969年)など。

## 人物
日本における文化人類学のパイオニアであり、梅棹文明学とも称されるユニークな文明論を展開し多方面に多くの影響を与えている。京大では、今西錦司門下の一人であった。生態学が出発点であったが、動物社会学を経て民族学（文化人類学）、比較文明論に研究の中心を移す。
代表作『文明の生態史観』の他、数理生態学の先駆者（オタマジャクシの群れ形成の数理）でもあり、湯川秀樹門下の寺本英が展開した。さらに、宗教のウィルス説を唱え、思想・概念の伝播、精神形成を論じた。梅棹はその後も宗教ウイルス説を展開し、後継研究もあり一定の影響を及ぼす。宗教ウイルス説は、文明要素（技術・思想・制度）が選択により遷移していくという遷移理論を柱にする文明の生態史観の一例であり、基礎の一つである。
梅棹は青年期より登山と探検に精を出し、数多くのフィールドワークの経験からB6カードを使った情報整理法を考案、その方法をまとめた『知的生産の技術』はベストセラーになった。モンゴルにフィールドワークに出かけた直後に原因不明の視力障害を患い、64歳で両目とも失明するが、失明後はそれ以前よりも多数の著作を残した。

## 経歴・学問
京都市に父・菊次郎、母・ヱイの長男として生まれる。
1936年、京都一中（現：京都府立洛北高等学校・附属中学校）から4年修了（飛び級）で第三高等学校に入学。三高時代から山岳部の活動に熱中して学業を放棄し、2年連続で留年して退学処分を受けるも後輩や同級生からの嘆願運動で復学を認められた。京都帝国大学理学部動物学科在学中には今西錦司を団長、森下正明を副団長とする中国北部などの探検に参加し活躍した（『大興安嶺探検隊』（新版・朝日文庫、1992年）などを参照）。1955年には戦後初の本格的な海外学術調査となった京都大学カラコラム・ヒンズークシ学術探検隊に参加した。モンゴルでの遊牧民と家畜群の研究を基盤に生物地理学的な歴史観を示した『文明の生態史観』（中公叢書、のち中公文庫、中公クラシックス）では「西欧文明と日本文明は並行進化」を遂げたと唱え、日本文明の世界史的位置づけにユニークな視点を持ち込み、大きな反響を呼ぶとともに論争を巻き起こした。この主著は、後の一連の文明学におけるユニークな実績の嚆矢となった。
1957年「第一次主婦論争」に「女と文明」（1988年に中公叢書）を書いて参戦し「妻無用論」を唱えた。1963年には『情報産業論』を発表する。アルビン・トフラーの「第三の波」よりもかなり先行した時期に情報化社会のグランドフレームを提示した。一方で、梅棹は「情報産業」という言葉の名づけ親でもあった。その後の一連の文明学的ビジョンは『情報の文明学』（中公叢書、のち文庫）にまとめられている。1969年、フィールドワークや京大人文研での経験を基に著した『知的生産の技術』（岩波新書）はロングセラーとなり、同書で紹介された情報カードは「京大式カード」という名で商品化された。のちに「知的生産の技術」研究会が長年運営された（梅棹は顧問格）。
1972年、中央教育審議会の委員に就任。1974年、国立民族学博物館の設立に尽力し、初代館長に就任した。
1986年3月12日に原因不明の失明をしたため、それ以降の著述は梅棹の口述筆記によるものである。闘病記『夜はまだあけぬか』に詳しく、作家の司馬遼太郎とはモンゴル研究のつながりで長年の友人でもあった。
日本語のローマ字論者（ローマ字化推進論者）で、1994年から社団法人日本ローマ字会第7代会長を務めた。古くから漢字廃止論を唱えており、特に失明後は漢語に多い同音異義語を重大な欠点として主張した。また、梅棹はエスペラント運動家（エスペランティスト）であり、世界エスペラント協会の名誉委員でもあった。
主な著作（1990年初頭まで）は『梅棹忠夫著作集』（全22巻、中央公論社）に収録されている。
イスラムに対しては、人と神がマンツーマンで接することができる宗教として共感を抱いている。
2010年7月3日、大阪府吹田市の自宅で老衰のため死去。90歳没。

## 万博と梅棹と小松左京
梅棹は京都・北白川の自宅で毎週金曜の夜に「金曜サロン」、別名「梅棹サロン」を開いていた。梅棹邸の広間に研究者や編集者など多彩な顔ぶれが集まり、自然科学、人文科学、社会科学をはじめ、京都の話から宇宙の話まで談論風発した。すばらしく刺激的で、しかも堅苦しいムードは皆無の得難い集まりだった。
1963年の終わり頃、梅棹を中心に私的研究会ができ、小松左京も加わった。日本の行く末について幅広く議論するのだが、堅苦しい集まりでなく、知的な遊びのような雰囲気だった。メンバーは、林雄二郎、川添登、加藤秀俊それに小松で、林は当時経済企画庁の経済研究所所長、川添は建築評論家、加藤は京大教育学部の助教授だった。そうした人たちが個人の利益や金儲けや立身出世など考えないで、知的好奇心の赴くままに愉快に語り合った。日本をどうするのか、未来はどう切り開いていくのか、気宇壮大に、そして面白半分に語り合った。翌年の東京オリンピックが話題になっていて、「五輪の次は大阪で万国博」との情報が聞こえてきたのも、ちょうどそのころだった。
このメンバーを中心に1964年7月、「万国博を考える会」が発足。その頃、新聞などではまだ「国際博」という言葉を使っていたが、「国際」という単語には近代主義的、特に「戦後近代主義」的なニュアンスがつきまとってるという梅棹の意見に皆賛成し、あえて「万国博」にした。また国際というと欧米諸国のことだけしか思い浮かべないため、発展途上国のことも視野に入れてのことだった。梅棹らは当初あくまで知的好奇心からくる私的な研究であり、国家プロジェクトとしての万博に関わるつもりはなかった。
1965年春、初めは非公式な接触だった。当時大阪府の職員として万国博の準備にタッチしていた人物が、密かに梅棹邸に訪ねて「万国博のやり方についてどう考えていいか、知恵を貸して惜しい」と申し入れた。彼は以前から梅棹に私淑していて、色々助言をもらっていた。また彼は小松とも三高、京大の同期である。
結局「自発的な研究会」として発足したのものが「非公式のブレーン」になり、しまいには表舞台に出たという形になる。梅棹は事務局との関係について「婚約はしないが交際はする」との言葉を残した。
こうした中、11月の博覧会国際事務局 (BIE) の理事会にテーマと基本理念を提出しなければならないという事態が持ち上がっていた。桑原を副委員長にしたテーマ作成委員会は発足していたが、いかんせん時間がなかった。そこで梅棹、小松、加藤の三人に内々に協力要請があり桑原との関係上、理念作りに協力することとなった。さらに今度はそのテーマをどう展示に結びつけるかというサブテーマへの展開が必要となり、小松と梅棹がテーマ専門調査委員会（通称サブテーマ委員会）の正式委員に名を連ねることになった。
1967年、岡本太郎がテーマ展示プロデューサーの役を引き受ける。梅棹は国家公務員なので動けず、小松に手伝うように依頼した。

## 山岳部における梅棹
京都大学内の学士山岳会に、梅棹がつづった日誌が保管されている。著作集には2025年3月時点では未登録で、登山中に出会ったアジア大陸の憧れを記載しており、各地を探検し、多くの学問分野に足跡を残した梅棹の原点といえる内容で、専門家は「貴重な資料」と話している。「ルーム日記」と日誌には名付けられており、山行の計画や報告などを書き継ぎ、梅棹が15歳で入学した1936年から1939年まで「梅棹」あるいはイニシャル表記で「T.U.」などのサインを記入している。

## 略歴
- 1920年（大正9年）6月　京都府京都市上京区千本通中立売上ル東石橋町33番地にて出生
- 1932年（昭和7年）
  - 3月　京都市立正親尋常小学校第5学年修了[1]
  - 4月　京都府立京都第一中学校入学[1]。博物同好会に入る。
  - 9月　山岳部にも入部
- 1936年4月　第三高等学校理科甲類に入学（５年制中学を４年で卒業）[1][10]。山岳部に入部。
- 1937年　この年と翌年の山行きが100日を超え、落第
- 1939年1月　京都探検地理学会に入会
- 1940年7月〜9月　第三高等学校山岳部員として、朝鮮半島の咸鏡北路・咸鏡南路の山々を歩き、冠帽峰連山・摩天嶺山脈をこえて白頭山に登頂。北面を下り、第二松花江の源流を確認
  - 小学校、中学と各１年、計２年早く旧制中学を卒業し３高に入学した。しかし、２年留年し、結局、普通と同じ年齢で京都大学に入学した。３高は１学年３００人の少数であった。
- 1941年
  - 4月　京都帝国大学理学部に入学[1]。主に動物学を専攻
  - 7月〜10月　京都探検地理学会ポナペ島調査隊（隊長：今西錦司）に参加し、生態学的調査を行う。
- 1943年
  - 9月　京都帝国大学理学部[1]動物学科卒業。徴兵検査にて第一乙種合格（戦車兵）となる[11]。
  - 10月　京都大学大学院入学。特別研究生制度により入営延期となる[11]。
- 1944年　蒙古聯合自治政府の首都張家口に設立された財団法人蒙古善隣協会西北研究所の嘱託（後に所員）となる[1][11][12]。
- 1945年　終戦に伴い、内モンゴルから天津へ脱出。年末に北京へ移動[11]。
- 1946年　日本に帰国し、京都へ戻る。京都大学大学院に復学する[11]。
- 1949年4月 大阪市立大学理工学部助教授（1959年に理学部と工学部に分離）[1]
- 1955年 京都大学カラコラム・ヒンズークシ学術探検隊員[6]
- 1957年 大阪市立大学東南アジア学術調査隊長
- 1961年9月　京都大学より理学博士（「動物の社会干渉についての実験的ならびに理論的研究」）[1]
- 1963年 京都大学アフリカ学術調査隊員
- 1965年8月 京都大学人文科学研究所助教授[1]
- 1969年4月 京都大学人文科学研究所教授[1]
- 1973年 国立民族学博物館創設準備室長[1]
- 1974年6月 国立民族学博物館館長（初代）[1]
- 1986年3月 ほぼ失明状態となる
- 1988年3月 京都大学人文科学研究所名誉所員
- 1993年（平成5年）4月 国立民族学博物館顧問[1]、名誉教授[1]、総合研究大学院大学名誉教授[1]
- 1996年1月 京都大学名誉教授[1]
- 2010年（平成22年）7月 老衰のため大阪府吹田市の自宅で死去

## 受賞歴・叙勲歴
- 1980年　日本文化デザイン賞大賞
- 1988年
  - 1月　朝日賞[1][13]
  - 4月　フランス・教育功労章コマンドゥール[6][14]
  - 5月　紫綬褒章[1][6]
- 1990年10月　国際交流基金賞[1]
- 1991年11月　文化功労者[1][6]
- 1994年11月　文化勲章[1][6]
- 1995年10月　京都市名誉市民[15]
- 1999年11月　勲一等瑞宝章[1][16]
- 2010年7月　従三位

## 梅棹家の系譜
梅棹忠夫『行為と妄想－私の履歴書』18-21頁によれば、
｢初代儀助は文政年間（1818年 - 1829年）、現在の滋賀県長浜市西浅井町菅浦で生まれた。“梅棹”という姓は“水軍の「棹」”と関係がある。初代から梅棹姓を名のっているが、この奇妙な姓は水軍の棹と関係があるにちがいないが、今日では菅浦村内にはこの姓を名のる家はのこっていない。
儀助は幕末（1840年頃）京都にでて、大工になり棟梁として西陣の大きな寺の建築を請け負った。儀助は晩年にいたって､大工を廃業し、木工品の製造をはじめたが、のちに下駄の製造販売に転じた。成功して、西陣でもかなり大きい履物商をいとなむようになり、さらに化粧品などの小間物の店を開いた。」という。
儀助━━菊之助━━菊次郎━━忠夫

## 著作
- 1956年 『モゴール族探検記』（岩波新書）
- 1957年 「文明の生態史観序説」（『中央公論』に掲載）
- 1960年 『日本探検』（中央公論社→ 講談社学術文庫） ISBN 4-06-292254-1
- 1962年 『日本人の知恵』（共著）（中央公論社　のち中公文庫）
- 1964年 『東南アジア紀行』（中央公論社、のち中公文庫 全2巻）
- 1965年 『サバンナの記録』（朝日新聞社　のち朝日選書）　ISBN 4-02-259154-4
- 1967年 
  - 『文明の生態史観』（中央公論社→ 中公文庫） ISBN 4-12-203037-4 ほか
  - 『人間にとって科学とはなにか』（湯川秀樹共著　中公新書→ 中公クラシックス） ISBN 4-12-160130-0
- 1969年 『知的生産の技術』（岩波新書、改版2020年） ISBN 4-00-415093-0
- 1970年 『現代の冒険1　砂漠と密林を越えて』（責任編集　文藝春秋）
- 1974年 『地球時代の日本人』（講演集　中央公論社　のち中公文庫）
- 1975年 『民族学博物館』（講談社）
- 1976年
  - 『狩猟と遊牧の世界 自然社会の進化』（講談社学術文庫） ISBN 4-06-158024-8
  - 『山岳 森林 生態学　今西錦司博士古稀記念論文集』（共著、中央公論社）
  - 『歴史と文明の探求』（共著、2冊組、中央公論社）
- 1977年 『生態学入門』（吉良竜夫と共著、講談社学術文庫）
- 1978年
  - 『民博誕生　館長対談』（中公新書）
  - 『地球時代の人類学』（対談集 中央公論社、のち中公文庫 全2巻）
- 1980年
  - 『人類学周遊』（筑摩書房） ISBN 4-48-085159-3
  - 『博物館の世界　館長対談』（中公新書）
- 1981年
  - 『わたしの生きがい論 人生に目的があるか』（講談社、のち講談社文庫）
  - 『博物館と美術館　館長対談』 （中公新書）
  - 『美意識と神さま』（中央公論社→ 中公文庫） ISBN 4-12-001061-9
- 1983年 『博物館と情報　館長対談』（中公新書）
- 1985年
  - 『行動する国際人たち 対談集』 講談社
  - 『文化の秘境をさぐる 対談集』 講談社
- 1986年 『日本とは何か－近代日本文明の形成と発展』（NHKブックス） ISBN 4-14-001500-4
- 1987年
  - 『日本人のこころ－文化未来学への試み』（朝日選書） ISBN 4-02-259115-3
  - 『梅棹忠夫の京都案内』（角川選書→ 角川ソフィア文庫） ISBN 4-04-376401-4
  - 『博物館長の十年 国立民族学博物館の記録』 平凡社
  - 『京都の精神』（角川選書→ 角川ソフィア文庫） ISBN 4-04-376402-2
  - 『日本三都論－東京・大阪・京都』（角川選書） ISBN 4-04-703182-8
  - 『メディアとしての博物館』（平凡社） ISBN 4-58-273805-2
  - 『あすの日本語のために』（くもん選書） ISBN 4-87-576395-6
  - 『中国の少数民族を語る 対談集』 筑摩書房
- 1988年
  - 『日本語と日本文明』（くもん選書） ISBN 4-87576-411-1
  - 『情報の文明学』（中公叢書→ 中公文庫） ISBN 4-12-203398-5
  - 『日本語と事務革命』（くもん選書→ 講談社学術文庫） ISBN 4-06-292338-6
  - 『女と文明』（中公叢書→ 中公文庫）
  - 『日本文明77の鍵』（編著、創元社→増訂版・文春新書） ISBN 4-16-660435-X
  - 『私の知的生産の技術』（岩波新書. 別冊）岩波書店、1988年12月。
- 1989年
  - 『情報論ノート』（中公叢書） ISBN 4-12-001778-8
  - 『情報の家政学』（ドメス出版→ 中公文庫） ISBN 4-12-203668-2
  - 『研究経営論』（岩波書店） ISBN 4-00-000611-8
  - 『二十一世紀の人類像をさぐる』（講談社） ISBN 4-06-204411-0
  - 『夜はまだあけぬか』（講談社→ 講談社文庫） ISBN 4-06-185857-2
  - 『博物館の思想 対談集』 平凡社
  - 『「知」のコレクターたち 対談集』 講談社
  - 『「知」のハンターたち 対談集』 講談社
  - 『梅棹忠夫著作集』（全22巻、中央公論社→ 1993年に完結）
- 1990年 
  - 『情報管理論』（岩波書店） ISBN 4-00-002675-5
- 1991年
  - 『二十一世紀の人類像－民族問題を考える』（講談社学術文庫） ISBN 4-06-158986-5
  - 『回想のモンゴル』（中公文庫 改版2011年） ISBN 4-12-205523-7
  - 『知的市民と博物館 対談集』 平凡社
  - 『世相観察・女と男の最前線 対談集』 講談社
  - 『世相観察・あそびと仕事の最前線 対談集』 講談社
- 1992年
  - 『実践・世界言語紀行』（岩波新書） ISBN 4-00-430205-6
  - 『裏返しの自伝』（講談社→ 中公文庫） ISBN 4-12-205475-3
- 1993年
  - 『民族学者の発想　人間のいとなみを語る　対談集』平凡社
- 1994年
  - 『地球を舞台に　ボーダーレス時代をよむ　対談集』日本放送出版協会
- 1997年
  - 『行為と妄想－私の履歴書』（日本経済新聞社→ 中公文庫） ISBN 4-12-204006-X
  - 『世界史とわたし－文明を旅する』（NHKブックス） ISBN 4-14-001800-3
- 2000年 『近代世界における日本文明 － 比較文明学序説』（中央公論新社） ISBN 4-12-003027-X
- 2001年 『文明の生態史観はいま』（編著・中公叢書） ISBN 4-12-003119-5
- 2004年 『日本語の将来 － ローマ字表記で国際化を』（編著・NHKブックス） ISBN 4-14-091001-1
- 2007年9月　読売新聞「時代の証言者」連載
- 2008年10月-2011年6月 『地球時代の文明学 － シリーズ 文明学の挑戦』（全2巻、監修、京都通信社）
- 2009年7月『山をたのしむ』（山と溪谷社→ ヤマケイ文庫） ISBN 4-635-04784-9

以下は没後刊（新編）
- 2011年『ひらめきをのがさない！ 梅棹忠夫、世界の歩き方』（小長谷有紀・佐藤吉文編、勉誠出版）
- 2012年『梅棹忠夫の「人類の未来」 暗黒のかなたの光明』（小長谷有紀編、勉誠出版）
- 2020年『梅棹忠夫の「日本人の宗教」』（中牧弘允編、淡交社） ISBN 4473043983

## 評論・評伝
存命中に刊行されたもの
- 『梅棹忠夫に挑む』（石毛直道／小山修三編　中央公論新社、2008年）、米寿記念出版
- 『梅棹忠夫著作目録』梅棹忠夫、1979年6月。
  - 『梅棹忠夫著作目録　1934－2008』（非売品、603ページ、2009年7月）
- インタビュー集『梅棹忠夫語る』（聞き手小山修三、日経プレミアシリーズ新書：日本経済新聞出版社、2010年9月）
- 廣松渉『生態史観と唯物史観』（講談社学術文庫、1991年）
- 司馬遼太郎『日本の未来へ　司馬遼太郎との対話』（日本放送出版協会、2000年／臨川書店、2020年3月）

以下は没後刊
- 『梅棹忠夫のことば』（小長谷有紀編、河出書房新社、2011年2月）、「知的生産」を軸に精選解説。
- 『梅棹忠夫―地球時代の知の巨人　KAWADE夢ムック』（河出書房新社、2011年4月）、巻末に著作目録
- 伊藤幹治 『柳田国男と梅棹忠夫　自前の学問を求めて』（岩波書店、2011年5月）
- 藍野裕之 『梅棹忠夫　未知への限りない情熱』（山と溪谷社、2011年9月）、ロング・インタビューによる評伝
- 小長谷有紀 『ウメサオタダオと出会う 文明学者・梅棹忠夫入門』（小学館、2011年12月）、小著
- 山本紀夫 『梅棹忠夫―「知の探検家」の思想と生涯』（中公新書、2012年11月）
- 東谷暁 『予言者 梅棹忠夫』（文春新書、2016年12月）
- 小長谷有紀 『ウメサオタダオが語る、梅棹忠夫 アーカイブズの山を登る』（ミネルヴァ書房、2017年4月）
- 季刊誌『考える人 －追悼特集梅棹忠夫「文明」を探検したひと」』（新潮社、2011年7月発行）
- 季刊誌『民族学 －特集1970年、梅棹忠夫が見ていた未来』千里文化財団（2020年4月、梅棹忠雄生誕100年記念）

### 翻訳
- スウェン・ヘディン『ゴビ砂漠探検記』（河出書房新社「世界探検全集」、1977年、改訂新版2023年）

## 関連書籍
- 梅棹忠夫 序、紀田順一郎 他 著、「知的生産の技術」研究会 編『わたしの知的生産の技術』講談社、1978年5月。
- 梅棹忠夫 序、今西錦司 他 著、「知的生産の技術」研究会 編『わたしの知的生産の技術 続』講談社、1979年11月。
- 桑原武夫、井上ひさし 他 著、「知的生産の技術」研究会 編『新・わたしの知的生産の技術 : どう読み,どう書くか』講談社、1982年12月。
- 久恒啓一、竹内元一、久保秀寧 著、「知的生産の技術」研究会 編『実戦マニュアル・知的生産の技術』ティビーエス・ブリタニカ、1985年3月。
- 「知的生産の技術」研究会 編『わたしの知的生産の技術 part 1』（講談社文庫）講談社、1986年7月。
- 「知的生産の技術」研究会 編『わたしの知的生産の技術 part 2』（講談社文庫）講談社、1986年12月。
- 「知的生産の技術」研究会『知的生産のための<入門>読書の技術』大和出版、1994年3月。
- 川又三智彦、「知的生産の技術」研究会『知的整理術 : 仕事が10倍できる 夢を実現する川又流知的生産の技術』日本能率協会マネジメントセンター、1995年4月。